# We Will Rock You
„We Will Rock You“ je skladba, kterou napsal kytarista Brian May a kterou v roce 1977 nahrála skupina Queen jako úvodní song pro své studiové album News of the World. Skladba je složená ze silné rytmické sekce bicích a tleskajících rukou spojené se zpívaným vícehlasem, připomínajícím chorál, který zpívá ústřední téma, které je zároveň jeho názvem. V originální nahrávce byl efekt hromadného zpěvu a tleskání dosažen vícenásobným spojením nahrávky a přidaním ozvěny do této části zúčastněných členů na nahrávaní ve studiu.
Na koncertech a ve vysílání v rozhlasu bývala tato skladba spojena spolu s následujícím songem „We Are the Champions“, který s ním byl vydaný jako „A“ strana singlu. Na živých vystoupeních a později i ve studiu vznikla rychlejší verze s rychlejším tempem a s doprovodem bicích a kytar. Tato verze je nahraná na živých albech Live Killers (1979), Queen on Fire – Live at the Bowl (2004), Queen Rock Montreal (2007) a studiová verze nahraná v programu John Peel's show v rozhlasové stanici BBC Radio 1 se objevila v roce 1992 v italském bootlegu Queen - We Will Rock You
Skladba „We Will Rock You“ je považovaná za významnou v historii populární hudby. Časopisem Rolling Stone byla v roce 2004 umístěna na 330. místo mezi 500 nejlepšími skladbami všech dob a RIAA ji umístila na 146. místo seznamu písní století.

## Použití skladby
„We Will Rock You“ můžeme slyšet při zápasech hlavně kolektivních sportů, či soupeřeních v různých show, v reklamních spotech (ve spotu pro firmu Pepsi skladbu nahráli Britney Spears, Pink a Beyoncé Knowles, účinkoval v ní i Enrique Iglesias). Skladba naznačuje mobilizující atmosféru ve více filmech. Motivy skladby můžeme najít ve skladbě „Good Boys“ od skupiny Blondie, sample z ní dvakrát použil i raper Eminem ve skladbách „Till I Collapse“ a „Puke“ (album Encore).

## Některé remixy acoververzeskladby
- Parodie od Henry Rollinse se nazývá „I Have Come to Kill You“.
- Na koncertě věnovaném Mercuryho památce v roce 1993 ji zpíval Axl Rose z Guns N' Roses.
- Nápadnou podobu vykazuje skladba „Láska je tu s námi“ od Petra Nagye.
- Na svém turné Can't Not v roce 1996 ukončila touto skladbou Alanis Morissette svůj první přídavek. Alanis tehdy hrála na bicí a bubeník Taylor Hawkins zpíval.
- Skupina Nickelback ji dala v roce 2005 jako bonusový track během proma k albu All the Right Reasons v obchodní síti Wal-Mart.
- Remix skladby „We Will Rock You“ nahrál i Fatboy Slim.
- KoЯn hrají „We Will Rock You“ jako součást skladby „Coming Undone“.
- Finská power metalová skupina Sonata Arctica ji hrála během jejich turné v roce 2008. Rytmickou sekci skladby zabezpečuje publikum.
- Česká skupina Těžkej Pokondr vytvořila parodii „Já ti jednu fláknu“.
- Na YouTube je taky známá parodie „We Will Fuck You“. (Adresa URL je http://www.youtube.com/watch?v=Q_P8t9vG02s)